# Алексеенко, Владимир Алексеевич
Влади́мир Алексе́евич Алексе́енко (1939—2024) — советский и российский геохимик. Доктор геолого-минералогических наук, профессор. Основатель (1991 г.) и первый директор НИИ геохимии биосферы РГУ (ныне — ЮФУ).
Автор свыше 400 научных работ, из которых более 40 — научные монографии и учебники для студентов ВУЗов (рекомендованы Министерством образования), в их числе первый учебник по новой дисциплине «Экологическая геохимия» (2000 г.). Руководил и непосредственно участвовал в открытиях перспективных рудопроявлений и месторождений полиметаллов, золота, меди на территории Казахстана.

## Биография
Родился во Льгове Курской области в семье прокурора.
В 1962 г. окончил геолого-географический факультет Ростовского университета по специальности поиски и разведка месторождений полезных ископаемых.
С 1962 по 1976 гг. работал в Казахстане в геологоразведочных экспедициях Северного, Центрального и Южного Казахстана. В это же время начал преподавать на кафедре геологии Карагандинского политехнического института.
В 1976 г. работал доцентом, а с 1981 г. — профессором на кафедре геохимии и геофизики Ростовского государственного университета. В 1989 г., по инициативе Ю. А. Жданова, В. А. Алексеенко создал и возглавил в г. Новороссийске научно-исследовательский институт Геохимии биосферы РГУ (ныне ЮФУ).
Кандидатскую диссертацию защитил в 1969 г. Докторскую диссертацию «Геохимия стратифицированных свинцово-цинковых месторождений» по двум специальностям защитил в г. Санкт-Петербурге (тогда — Ленинграде) на объединённом Совете Горного института, ВСЕГЕИ и Ленинградского государственного университета в 1983 г. Звание профессора присвоено в 1985 г.
По приглашению принимающей стороны В. А. Алексеенко читал лекции и проводил семинарские занятия со студентами, аспирантами и преподавателями в СФУ (г. Красноярск), ТПУ (г. Томск), ТюмГУ (г. Тюмень), Казахстане, Узбекистане, Украине, Румынии (Международный университет), Германии (Билефельдский университет).
Член учёного совета Русского географического общества (2005—2014), ряда учёных советов ВУЗов, редакционных коллегий международных научных журналов.
В г. Новороссийске в 1991 г. открыл и возглавил первую выпускающую кафедру в государственном гражданском ВУЗе (кафедра экологии в составе КубГТУ). Был кандидатом в депутаты Госдумы России, экспертом Госдумы и Министерства экологии России, общественным советником и членом Совета при губернаторах Краснодарского края.
Заслуженный деятель науки и техники России, Международный Соросовский профессор, действительный член РАЕН, МАН ВШ, иностранный член Академии наук Молдавии, почётный профессор Семипалатинского государственного педагогического института. Дважды лауреат стипендии Президента РФ «Для выдающихся учёных России». Трижды лауреат премии Администрации Краснодарского края в области науки и образования. Дважды лауреат Международной Соросовской стипендии для докторов наук. Дважды автор открытий, утверждённых Международной ассоциацией. Дважды Медаль им. Нобелевского лауреата П. Л. Капицы. Золотая медаль имени П. П. Семёнова. Золотая медаль ВДНХ СССР. Серебряная медаль II степени «За выдающийся вклад в развитие Кубани». Эколог года 2011.
В КПСС и других партиях не состоял никогда.

## Научные достижения
Впервые предсказал, а затем выявил лито- и биогеохимические поля, соответствующие районам и узлам месторождений полезных ископаемых. Впервые обосновал и выделил межбарьерные и поисковые геохимические ландшафты, увеличившие эффективность поисков месторождений и природоохранных работ. Выявил ряд закономерностей и правил образования и устойчивости геохимических (литохимических и биогеохимических) аномалий.
Впервые провёл эколого-экономическое районирование Черноморского побережья России и дал оценку эколого-геохимического состояния Северо-Западного Кавказа, Предкавказья и Нижнего Дона. Ввёл новые показатели накопления веществ, абсолютного и относительного разброса химических элементов, выявил их связь со строением электронных оболочек атомов. Установил связь биологического поглощения элементов с их валентностями и размерами ионных радиусов. Открыл законы развития эколого-геохимических изменений в биосфере (утверждены международной ассоциацией), установил их четыре важнейших вида.
Разработал принципы составления первых региональных карт геохимических ландшафтов и был основным автором при их государственном издании (ГУГК при Совете Министров) — Ростовская, Воронежская и Ворошиловградская (Украина) области, Краснодарский и Ставропольский края, Нижнее Приангарье (Красноярский край), республики Северного Кавказа.
При содействии академика Н. П. Лавёрова в почвах более чем 300 населённых пунктов были изучены распространённость и распределение химических элементов. Работы проводились в течение 15 лет и позволили обобщить как данные собственных опробований почв, так и значительное число опубликованных исследований, посвящённых загрязнению городских почв во многих странах. Установленные кларки почв населённых пунктов являются их геохимической (эколого-геохимической) характеристикой, отражающей совместное воздействие техногенных и природных процессов, происходящих в определённом временном срезе. Впервые приводимые значения кларков могут быть использованы как стандарты содержаний элементов в городских почвах начала XXI в.

## Книги-лауреаты и победители конкурсов
1. Геохимические методы поисков месторождений полезных ископаемых, 1973, 1974 (Казахстан); 1979 (М.: Недра); 1989 (М.: Высшая школа); 2000, 2005 (М.: Логос).
2. Термобарогеохимия стратифицированных свинцово-цинковых месторождений. Алексеенко В. А. и др. Ростов н/Д: Изд. РГУ, 1978.
3. Геохимия стратифицированных свинцово-цинковых месторождений. Изд. РГУ, 1981.
4. Геохимия ландшафта и окружающая среда. М.: Недра, 1990.
5. Экологическая геохимия. М.: Логос, 2000.
6. Металлы в окружающей среде. Почвы геохимических ландшафтов Ростовской области. Алексеенко В. А. и др. М.: Логос, 2002.
7. Геохимические барьеры в зоне гипергенеза. Касимов Н. С., Борисенко Е. Н., Солнцева Н. П., Алексеенко В. А., Емельянов Е. М., Воробьев А. Е., Борисов М. В., Савенко А. В. Архивная копия от 24 сентября 2015 на Wayback Machine, Добровольский В. В., Сергеев В. И., Величкин В. И. М.: Изд-во Моск. ун-та, 2002.
8. Геохимические барьеры. Алексеенко В. А., Алексеенко Л. П. М.: Логос, 2003.
9. Жизнедеятельность и биосфера. М.: Логос, 2006, 2010.
10. Эколого-геохимические изменения в биосфере. Развитие, оценка. М.: Университетская книга, 2006.
11. Металлы в окружающей среде. Лесные ландшафты Северо-Западного Кавказа. Алексеенко В. А., Суворинов А. В., Власова Е. В. М.: Университетская книга, 2008.
12. Геоботанические исследования для решения ряда экологических задач и поисков месторождений полезных ископаемых. М.: Логос (Новая университетская библиотека), 2011.
13. Металлы в окружающей среде. Прибрежные аквальные ландшафты Черноморского побережья России. Алексеенко В. А., Суворинов А. В., Власова Е. В. М.: ФГБНУ НИИ ПМТ, 2012.
14. Геохимия окружающей среды. Алексеенко В. А., Бузмаков С. А., Панин М. С. Пермь: ПГНИУ, 2013.
15. Химические элементы в геохимических системах. Кларки почв селитебных ландшафтов. Алексеенко В. А., Алексеенко А. В. Ростов н/Д: Изд-во ЮФУ, 2013.
16. Химические элементы в городских почвах. Алексеенко В. А., Алексеенко А. В. М.: Логос, 2014.